# Daniela Reza
Daniela Reza Matamoros (Nuevo México, 9 de abril del 2000) es una futbolista profesional mexicana.  Desde el año 2019 jugó en Liga MX de Primera División Femenil de México como mediocampista del equipo Fútbol Club Juárez femenil, también conocido como Juarez 

## Trayectoria
Nació en Estados Unidos pero tiene también la nacionalidad mexicana. 
Empezó a jugar futbol desde los siete años, jugó contra equipos de hombres. Cuando las Bravas de Ciudad de Juárez calificaron a primera división de la Liga Femenil MX, Reza debutó como mediocampista.
También es atleta fitness. Incursionó en programas de televisión con TV Azteca, en el año 2021, donde participó en el reality deportivo de Exatlón México.